# Reux
Reux település Franciaországban, Calvados megyében. Lakosainak száma 406 fő (2022. január 1.). Reux Beaumont-en-Auge, Clarbec, Pont-l'Évêque, Saint-Étienne-la-Thillaye, Saint-Hymer és Saint-Martin-aux-Chartrains községekkel határos.

## Népesség
A település népessége az elmúlt években az alábbi módon változott:
| Lakosok száma | 229  | 207  | 263  | 317  | 402  | 427  | 410  | 391  | 396  | 406  |
|               | 1968 | 1982 | 1990 | 2006 | 2013 | 2015 | 2017 | 2019 | 2020 | 2022 |